# ウィル・スミスによるクリス・ロック殴打事件
本項では、2022年3月27日の第94回アカデミー賞の授賞式において、司会者を務めたクリス・ロックが、同賞の受賞者の一人であるウィル・スミスに平手打ちをされた事件について解説する。

## 経緯
本件は、第94回アカデミー賞長編ドキュメンタリー部門のプレゼンターを務めたクリス・ロックが、同賞の主演男優賞の受賞者であるウィル・スミスの妻で脱毛症に悩まされているジェイダ・ピンケット・スミスを映画『G.I.ジェーン』のジョークでネタにしたことに腹を立て、クリスを平手打ちし、その後放送禁止用語を連発した。米国ではABCにて放送されていたテレビ中継が一時中断する騒ぎとなった。 
同日夜、ロサンゼルス市警察はスミスを逮捕する準備をしていたが、クリスは断固として告訴を望まなかった。
クリスのジョークを受けた妻ジェイダは、夫のスミスの行動について「やりすぎだった」とした。
アメリカの『ロサンゼルス・タイムズ』によると、騒動が起きた際にクリスの弟のケニー・ロックは米ブルックリンを走る電車に乗っており、ネット上に出回った動画を通して知ったとしている。また、スミスとクリスは1990年代からの知り合いで、「騒動前までは非常に良い関係だった」と語る一方、クリスはジェイダが脱毛症であることを知らなかったとも証言している。
アカデミー側は、式典中にクリスをステージ上で平手打ちした後、スミスが舞台から離れるのを拒否したことを明らかにした。
クリスは同日授賞式に司会者として出演していた女優のワンダ・サイクスに、授賞式後のアフターパーティーで開口一番に謝罪した。「あなた達が主役になるはずの夜だった。あなたと（共同司会者の）エイミー（・シューマー）、レジーナ（・ホール）は素晴らしい仕事をしていた。それが、このような形になってしまって申し訳ない」と述べたという。
理事会の会議後にアカデミーにより発表された声明では、スミスの行動は「不適切な身体的接触、虐待的または脅迫的な行動、アカデミーの威厳の侵害を含む」というアカデミーの行動基準に違反しているとされ、アカデミーはウィル・スミスに対する懲戒手続きを発表した。アカデミーは、「直接目撃された方、およびテレビの視聴者の皆さまに深い衝撃とトラウマを与えた」と断じ、クリスに対しては「我々のステージでの出来事を謝罪申し上げます。あの瞬間、即座に持ち直していただき感謝いたします」と声明文で伝えている。
2022年4月1日、ウィル・スミスは「私は多くの人を傷つけ、アカデミーの信頼を裏切った。私はアカデミーから退会するとともに、今後のアカデミーの判断を受け入れる」と述べ、映画芸術科学アカデミー（AMPAS）から退会する意向を示し、AMPASもその申し出を受理したことを同日発表した。
7月29日、ウィル・スミスは、SNSやYouTubeを通じてクリス・ロックに対する謝罪の言葉を述べ、対話する準備があると述べた。

## 反応

殴打の瞬間を模写した落書き（ベルギーのマウアー・パーク）

この事件に関し、調査会社「YouGov」の調査（米国人1,319人）では「スミスが悪い」が61％、「クリスが悪い」が21％、「分からない」が19％との回答を得ている。米国の放送を規制する連邦通信委員会には、この件に関して66件の苦情が寄せられた。著名人からの反応は分かれた。
映画やテレビの俳優を代表する労働組合であるSAG-AFTRAは、「職場における暴力や身体的虐待は決して適切ではなく、当組合はそのような行為を非難する。昨夜のアカデミー賞におけるウィル・スミスとクリス・ロックの事件は容認できるものではありません。私たちはこの事件に関して映画芸術科学アカデミーおよびABCと連絡を取っており、この行為が適切に対処されるよう取り組んでいきます。SAG-AFTRAは、現在進行中の会員の懲戒手続きについてはコメントしません。」とスミスの行動を非難する声明を発表した。

### 著名人からの反応
米テレビ番組主催者のゲイル・キングは「スミス以外の他の聴衆が歩いて行ってそれをしたとしたら、彼らは警備員に付き添われたり、逮捕されたりしただろう」と推測している。同番組に出演していたジム・キャリーは「彼はそうあるべきであった」とし、「聴衆から怒鳴り、不満を示したり、ツイッターで何かを言いたいのなら、ステージに上がって誰かを顔に叩きつける権利はない」と付け加え、スミスを批判した。
米NBCテレビのトーク番組『エレンの部屋』に出演したワンダ・サイクスは、クリスの謝罪を「なぜ謝るの？」という感じだったとし、一連の出来事について「気分が悪くなった。今もまだ少しトラウマを抱えている」と語り、スミスが平手打ち後も会場にとどまって残りの授賞式を楽しむことを許されたのは世間に対する間違ったメッセージになったと主催者を批判した。「誰かが暴力を振るえば、建物の外にエスコートされて追い出されるだけのこと。それをしなかったことはとても不快だった」と語っている。
女性政治評論家のミカ・ブルゼジンスキーは、「ジェイダは私がこれまで見てきた中でもっとも人を勇気づけ、女性を助けてくれる女性だ」と事件に言及。ジェイダは自身の番組『レッド・テーブル・トーク』で夫婦関係や病気、セックスライフなどについて赤裸々に語り、視聴者の共感を集めてきた。ブルゼジンスキーは続けて「彼女は誰も行く勇気を持っていないところに立ち向かい、自分で自分の面倒を見られる人だ」とし、夫に守ってもらう必要はないとブルゼジンスキーは主張。このコメントをきっかけに、ウィルが事件を起こしたためにジェイダが自分で自分の名誉のために発言するチャンスが奪われてしまったという意見が増えた。
イングランドの歌手のリアム・ペインは英番組『Good Morning Britain』で、「僕は彼が何を感じたとしても、それを実行する権利があると信じています。ただ、1度の戦いで3人の敗者が出たような気もしました。とても悲しいことですが、世界最高の感情表現者のひとりが心から話すのを見るのは、僕にとっては力強い瞬間でした。僕は痛みよりもその状況から美しさを取ることを選びます。でも、正直に言うと、しばらく席を外す必要がありました。（あの出来事に）それぐらい深く傷つきました」とコメントした。
ラッパーのニッキー・ミナージュは、「私はクリス・ロックが大好きです。ジェイダが最近話した内容を知っていたら、彼はあのジョークを言わなかったと思う」としたクリスを擁護したうえで、「愛する女性が『ちょっとした冗談』で涙をこらえているのを見たとき、男性の魂に何が起こるのか、あなたはリアルタイムで目撃することができたのです。みんながあの冗談に笑っていたとき、彼は彼女の痛みを感じたんです」とウィルの行動に理解を示した。　
俳優のアーノルド・シュワルツェネッガーの元妻でジャーナリストのマリア・シュライバーは、ウィルが騒動直後の受賞スピーチで「愛と思いやりと気遣いを伝える立場でありたい」などと語ったことに触れ、「全世界で放映されている番組で映画スターが誰かを殴り、その直後に愛について語りながらスタンディングオベーションされる様子を座って見るようなことがあってはなりません」と、自身のツイッターで騒動を批判している。
テニスプレーヤーのビーナス&セリーナ・ウィリアムズ姉妹の父で、映画『ドリームプラン』でウィルが演じたことでも知られるリチャード・ウィリアムズは、代理人を務める息子が発表した声明のなかで「正当防衛でないかぎり、誰かを殴るのを容認することはできません」と苦言を呈した。
女優・コメディアンのウーピー・ゴールドバーグは、「彼は戻ってきます。心配いりません」と私見を述べた。
2022年4月8日、AMPASは授賞式を始めとするAMPAS主催イベントへの出席を今後10年間禁止する処分を理事会において決定し、ウィルもこの決定を受け入れたことを発表した。なお、今回のアカデミー賞で受賞した主演男優賞は剥奪されず、今後のノミネートについても除外にはならないことも併せて発表された。

### 政治家
脱毛症で髪を失ったアヤンナ・プレスリー下院議員は「ありがとう、ウィル・スミス。毎日無知と侮辱に直面して脱毛症に耐えている妻を支える、すべての夫にエールを送る」とツイッターに投稿した。その後ツイートを削除し謝罪し、その後「私はいかなる形でも暴力を支持しません」とツイートした。

### 日米の違い
日本では「家族を侮辱されたのだからウィル・スミスがビンタしたのも理解できる」という意見が多いのに対し、アメリカでは「手を出したウィル・スミスが完全に悪い」という声が多い理由として、コメディアンが権力者や富豪、政治家などをネタにする「スタンダップコメディ」の文化がアメリカにはあり、また「許される暴力」という考え方がアメリカには存在しないことがあげられる。
またスミスは、日本では『インデペンデンス・デイ』などの主演作がテレビで頻繁に放送されたこともあり、トム・クルーズやジョニー・デップに匹敵する人気俳優となっている一方、自身と妻の過去のダブル不倫問題などの影響でアメリカでは嫌われ者俳優の代表格となっていたことも、日米での受け止められ方の違いの要因となっている。
そのほか、クリスはスミスと比較して日本での認知度や人気が低い（映画ファンなど一部の層を除く）上に過去のアジア人蔑視発言により既に一定数の顰蹙を買った経験がある一方で、スミスは数多くの来日経験を持つ親日家であることに加え、その日本語吹き替えを主に担当しているのも国民的声優である山寺宏一であることなどから、より身近な存在となっていたこともあり両者に対する好感度の差がアメリカ国内とは逆であったこと、また日本では恋愛リアリティ番組『テラスハウス』におけるコスチューム事件により、出演していた女子プロレスラーの木村花がインターネット上で侮辱をされたことを苦にして自殺したことで、総務省や法務省なども誹謗中傷や侮辱罪の厳罰化などを検討し始めた後の事件であったことから、国民全体が「言葉の暴力」に対して敏感となっていたことなども日本でスミス擁護派が圧倒的である要因として挙げられている。なお日本と異なり、アメリカには侮辱罪に当たる概念がない。
山寺と並んでスミスの吹き替え声優として知られる東地宏樹もまた、「ジョークって言うけど、それは空気が悪くなった時に言う常套句」とロックに苦言を呈しつつ、スミスに同情するコメントを自身のツイッターで発信した。